# Mira telescòpica

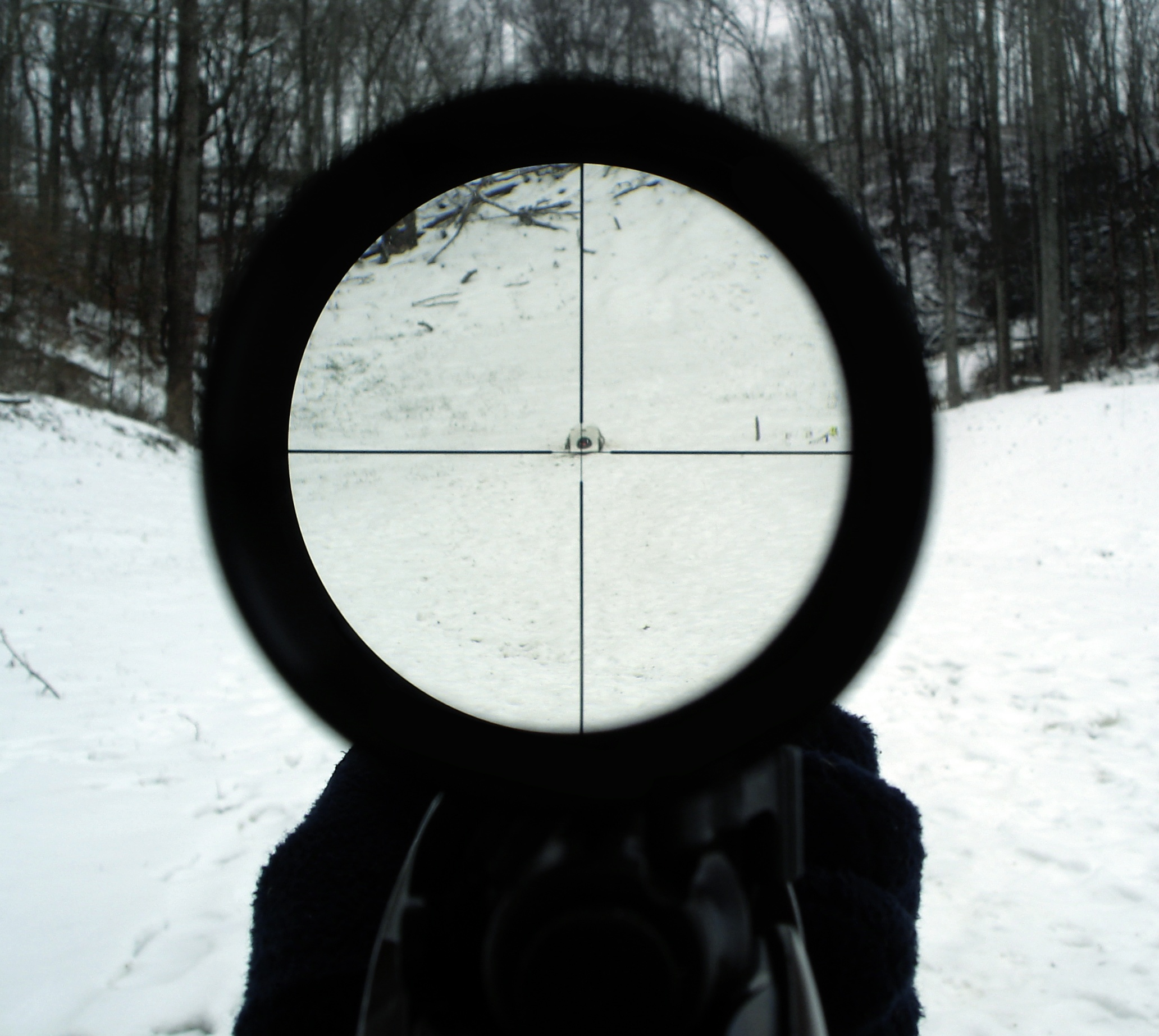
Visió a través d'una mira telescòpica 4x.

Una mira telescòpica és un instrument òptic, de tipus monocular, que permet millorar la visió i la punteria, ja que ofereix un punt de mira graduat per apuntar i alhora una imatge més propera de l'objectiu. Consta d'un cilindre que incorpora diverses lents òptiques que amplifiquen allò que amb un funcionament similar d'un telescopi refractor. S'utilitza sobretot en fusells i altres armes de foc, muntada sobre del canó, però també existeixen versions per a ballesta o armes d'aire comprimit. Pot substituir o complementar altres sistemes de mira convencionals, de punt lluminós o làser.

## Tipus

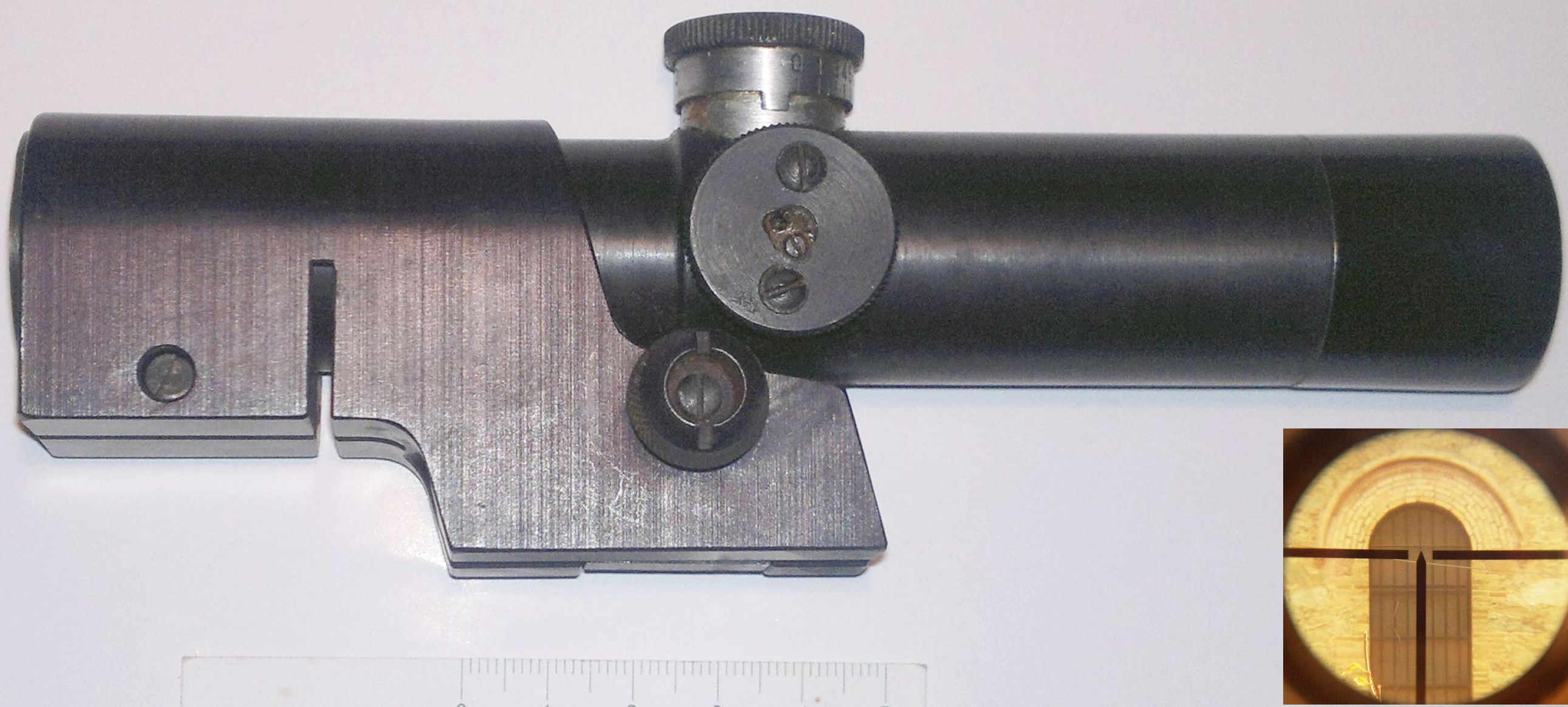
Mira telescòpica per fusell de precisió (tipus PU, de 3,5X, antiga Unió Soviètica). Al requadre, detall de la creu filar interior

Les mires telescòpiques es classifiquen segons la magnificació òptica i el diàmetre de l'objectiu, així doncs un objectiu 10×50 té 10 augments i un diàmetre de 50 mm. En general com més augments té major és el diàmetre de la lent ja que, com més gran és, més llum permet que entri i més clara serà la imatge que s'observa a l'ocular.
També existeixen mires telescòpiques amb zoom que permeten variar els augments mitjançant un mecanisme d'ajust. Aquest tipus de mires són més flexibles, ja que permeten apuntar bé a diferents distàncies (amb una mira amb molts augments és difícil apuntar un objectiu proper). Per descriure aquests tipus de mires primer es posa la magnificació mínima i després la màxima: 3–9×40 (mínim 3x, màxim 9x, amb un objectiu de 40mm).

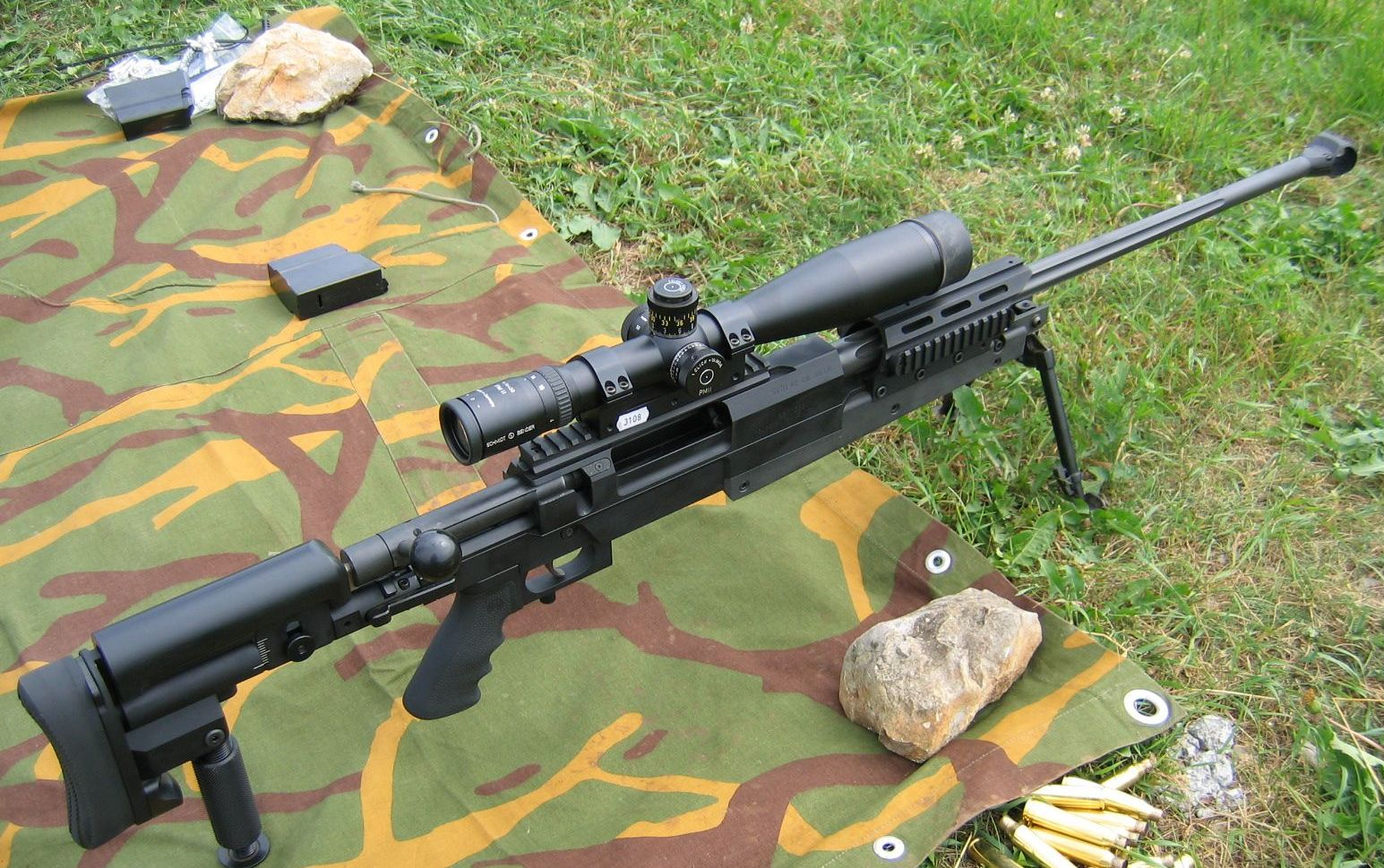
Una mira telescòpica acoblada a un fusell de franctirador.

## Usos
És utilitzat sobretot en fusells convencionals o de franctirador. Per a usos civils s'acostuma a utilitzar en la caça major, també es fa servir en modalitats de tir olímpic. Per altra banda és molt utilitzat els cossos dels exèrcits i la policia, especialment per a tasques de franctirador.

## Història
Els primers experiments per utilitzar mecanismes òptics per apuntar van ser a principis del segle xvii. Els primers experiments dirigits a donar tirador a l'ajuda d'objectius òptics es remunten a principis del segle xvii. Durant segles es van crear diferents ajudes amb visor òptic i predecessors primitius de mires telescòpiques que tenien limitacions pràctiques o de rendiment.

El primer rifle telescòpic documentat va ser inventat entre 1835 i 1840. En un llibre titulat "The Improved American Rifle"], escrit el 1844, l'enginyer civil John Ratcliffe Chapman va documentar el Primers telescopis realitzats per Morgan James d'Utica, NY. Chapman va donar a James els conceptes i alguns dels dissenys, amb què van produir la mira de Chapman-James. El 1855, William Malcolm de Syracuse, NY va començar a produir la seva pròpia visió. Malcolm va utilitzar un disseny original que incorporava lents acromàtiques com els que s'utilitzen en telescopis i que milloraven els ajustos del ventall i elevació. Tenien entre tres i vint ampliacions (possiblement més). Malcolm i els de LM Amidon de Vermont eren els estàndards durant la Guerra Civil. L'any 1880, l'austríac August Fiedler fabricaria la primera mira telescòpica pràctica, basada en la tecnologia d'un telescopi refractor. ">